# Ibiporã
Ibiporã ist ein brasilianisches Munizip im Bundesstaat Paraná. Es hat 55.688 Einwohner (2021), die sich Ibiporanenser nennen. Seine Fläche beträgt 298 km². Es liegt 505 Meter über dem Meeresspiegel. Die Gemeinde ist Teil der Metropolregion Londrina.

## Etymologie
Der Name der Gemeinde Ibiporã hat seinen Ursprung in der Tupi-Sprache und bedeutet Schönes Land (ibi = Land und porã = schön). In der Guarani-Sprache bedeutet derselbe Name Bewohner des Landes. Der Name stammt von dem gleichnamigen Bach, der in der Nähe der Stadt vorbeifließt und in Londrina entspringt. Er mündet in den Jacutinga, einen der Nebenflüsse des Tibají, in dessen Tal Ibiporã liegt.

## Geschichte

### Beginn der Besiedlung
Die Region links des Tibaji war Anfang des 20. Jahrhunderts trotz des äußerst fruchtbaren Bodens ein Ort der Krankheiten wie Gelbfieber, Malaria oder Typhus. Nur wenige Abenteuer- und Unternehmungslustige wagten sich in diese Gegend. Es gab lediglich das Indianermissionsdorf São Pedro de Alcântara am linken Tibají-Ufer, das Baron von Antonina 1854 auf Geheiß des Kaisers Dom Pedro II (portugiesisch Dom Pedro de Alcântara) zur Sicherung der projektierten Landverbindung nach Mato Grosso durch italienische Kapuziner errichten ließ. 
Die erste dokumentierte Landkonzession an Kolonisten, die auf dem Gebiet von Ibiporã bekannt ist, erfolgte 1923. José Liba Rodrigues ging zu Fuß nach Curitiba, um sie rechtssicher eintragen zu lassen. Am 10. Juli 1923 erteilte ihm der Gouverneur das Recht auf den Besitz von zehn Alqueires (24 Hektar) Land. In den folgenden Jahren wurden laufend solche kleineren Grundstücke an Familien zur Besiedlung verkauft. Die ersten bekannten Besitzdokumente besagen jedoch, dass schon 1907 die Familie Crispim dort lebte. Diese ersten Siedler lebten in Häusern mit Flechtwerkwänden und manche aus grob behauenem Holz.
Das Land hatte jedoch großenteils Eigentümer, die sich nicht dort niederließen. Sie schickten Männer aus, um Holz zu fällen und Grundstücke zu vermessen. Die Isolation und die schlechten Überlebensbedingungen ließen eine dauerhafte Besiedlung in größerem Stil aber scheitern. Mehrere Konzessionen wurden vom Bundesinterventor Manuel Ribas annulliert. Sie wurden  später (nach einigen Rechtsstreitigkeiten) an die Ingenieure Dr. Francisco und Alexandre Gutierrez Beltrão übertragen, und zwar als Bezahlung für Straßen- und Brückenbauarbeiten im Süden des Staates, für topografische Vermessungen in den Tälern der Flüsse Paranapanema, Tibagi und Ivaí sowie für die Abgrenzung von Grundstücken in der heutigen Stadt Pato Branco. Mit dieser Konzession war die Verpflichtung verbunden, das Gebiet in kleine landwirtschaftliche Grundstücke aufzuteilen. Die Brüder Beltrão ließen sich 1935 selbst in Ibiporã nieder.

### Eisenbahnlinie
Im Jahr 1934 legte die Companhia Ferroviária São Paulo-Paraná die Gleise für die Eisenbahnstrecke von Cambará bis Ibiporã. Der Bahnhof wurde 1936 in Betrieb genommen.

### Erhebung zum Munizip
Ibiporã wurde durch das Staatsgesetz Nr. 2 (Nr. zwei) vom 10. Oktober 1947 aus Sertanópolis ausgegliedert und in den Rang eines Munizips erhoben und am 8. November 1947 als Munizip installiert.

## Geografie

### Fläche und Lage
Ibiporã liegt auf dem Terceiro Planalto Paranaense (der Dritten oder Guarapuava-Hochebene von Paraná) auf 23° 16′ 08″ südlicher Breite und 51° 02′ 52″ westlicher Länge. Seine Fläche beträgt 298 km². Es liegt auf einer Höhe von 505 Metern.

### Vegetation
Das Biom von Ibiporã ist Mata Atlântica.

### Klima
In Ibiporã herrscht warmes, gemäßigtes Klima. Ibiporã hat während des Jahres eine erhebliche Menge an Niederschlägen zu verzeichnen. Das gilt auch für den trockensten Monat. Die Klimaklassifikation nach Köppen und Geiger lautet Cfa. Im Jahresdurchschnitt liegt die Temperatur bei 21,6 °C. Innerhalb eines Jahres gibt es 1286 mm Niederschlag.

### Gewässer
Der Tibají bildet die östliche Grenze des Munizips. Zu ihm fließen mehrere Bäche wie 
- Rio Jacutinga
- Ribeirão das Abóboras
- Córrego do Engenho de Ferro
- Ribeirão Lindóia
- Ribeirão do Limoeiro.

### Straßen
Ibiporã liegt an der BR-379, die innerhalb von Paraná von Cascavel über Apucarana und Londrina nach Ourinhos führt. Die PR-090 führt nach Norden bis an die Paranapanema-Talsperre Capivara. 

### Nachbarmunizipien
|          | Sertanópolis                                | Rancho Alegre |
| Londrina | Kompassrose, die auf Nachbargemeinden zeigt | Jataizinho    |
|          |                                             | Assaí         |

## Stadtverwaltung
Bürgermeister: José Maria Ferreira (2021–2024)

## Demografie

### Bevölkerungsentwicklung
| Jahr | Einwohner | Stadt | Land |
| ---- | --------- | ----- | ---- |
| 1950 | 19.542    | 18 %  | 82 % |
| 1960 | 25.956    | 25 %  | 75 % |
| 1970 | 27.193    | 48 %  | 52 % |
| 1980 | 27.621    | 73 %  | 27 % |
| 1991 | 35.168    | 87 %  | 13 % |
| 2000 | 42.153    | 93 %  | 7 %  |
| 2010 | 48.198    | 95 %  | 5 %  |
| 2021 | 55.688    |       |      |

Quelle: IBGE (2011)

### Ethnische Zusammensetzung
| Gruppe *    | 1991    | 2000    | 2010    | wer sich als …                                                                   |
| ----------- | ------- | ------- | ------- | -------------------------------------------------------------------------------- |
| Weiße       | 75,8 %  | 72,4 %  | 71,4 %  | weiß bezeichnet                                                                  |
| Schwarze    | 2,7 %   | 2,4 %   | 2,7 %   | schwarz bezeichnet                                                               |
| Gelbe       | 2,5 %   | 2,0 %   | 2,6 %   | von fernöstlicher Herkunft wie japanisch, chinesisch, koreanisch etc. bezeichnet |
| Braune      | 18,9 %  | 22,8 %  | 23,3 %  | braun oder als Mischung aus mehreren Gruppen bezeichnet                          |
| Indigene    | 0,1 %   | 0,2 %   | 0,0 %   | Ureinwohner oder Indio bezeichnet                                                |
| ohne Angabe | 0,0 %   | 0,2 %   | 0,0 %   |                                                                                  |
| Gesamt      | 100,0 % | 100,0 % | 100,0 % |                                                                                  |

*) Das IBGE verwendet für Volkszählungen ausschließlich diese fünf Gruppen. Es verzichtet bewusst auf Erläuterungen. Die Zugehörigkeit wird vom Einwohner selbst festgelegt.
Quelle: IBGE (Stand: 1991, 2000 und 2010)